# Дирнбергер, Альфонс
Альфо́нс Дирнбе́ргер (нем. Alfons Dirnberger; 4 сентября 1941, Тульн-ан-дер-Донау, Тульн — 18 марта 2022) — австрийский футболист, игравший на позиции полузащитника.

## Биография

### Игровая карьера
В 1958 году Дирнбергер присоединился к клубу «Фёрст», в котором отыграл шесть сезонов. В 1964 году перешёл в венскую «Аустрию», в составе которой играл в течение восьми сезонов. В составе «Аустрии» Дирнбергер стал одним из ключевых полузащитников, выиграл 2 чемпионских титула и 2 Кубка Австрии в 1967 и 1971 годах. Всего за «Аустрию» во всех турнирах сыграл 196 матчей. 
В 1972 году перешёл в «Адмиру» из Винер-Нойштадта, за которую играл в течение двух сезонов.

### Смерть
Скончался 18 марта 2022 года в возрасте 81 года.

## Достижения
«Аустрия» Вена
- Чемпион Австрии (2): 1968/69, 1969/70
- Обладатель Кубка Австрии (2): 1966/67, 1970/71